# Martin Hilský

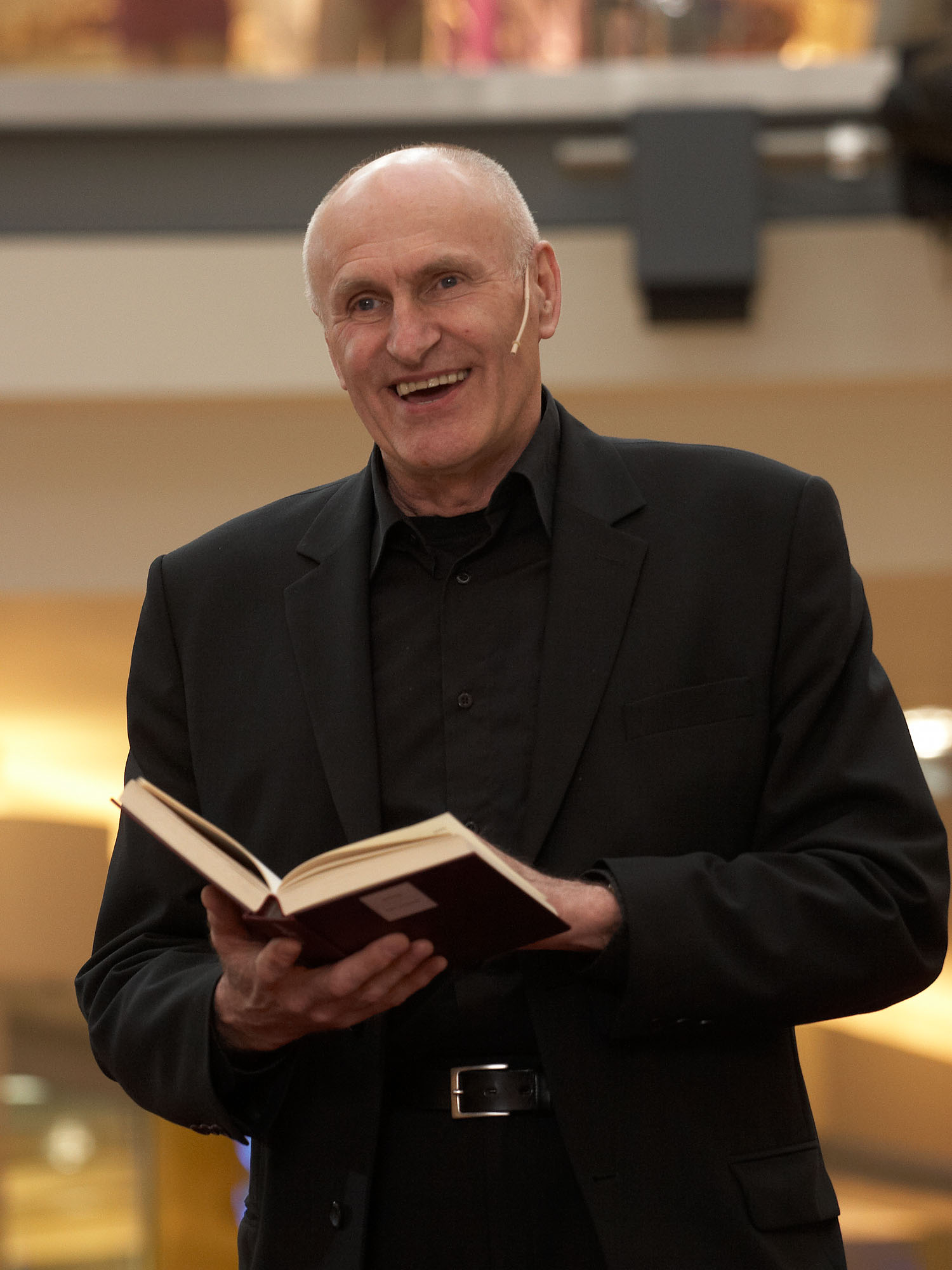
Martin Hilský

Martin Hilský MBE (n. 8 aprilie 1943, Praga, Protectoratul Boemiei și Moraviei) este un profesor emerit de literatură engleză la Universitatea Carolină din Praga și traducător ceh.
El este foarte cunoscut și apreciat pentru traducerea în limba cehă a pieselor de teatru ale lui William Shakespeare pentru care a fost distins cu Premiul național al Republicii Cehe pentru traducere în 2011. În anul 2001 a fost numit cavaler onorific al Ordinului Imperiului Britanic. De asemenea, a scris prefețe și postfețe ample pentru mai multe cărți.

## Traduceri
- Herbert Ernest Bates: The Darling Buds of May
- Jack Cope: The fair house
- T.S. Eliot: On Poetry and Poets
- J. G. Farrell: Troubles
- Ring Lardner: The Best Short Stories of Ring Lardner
- D.H. Lawrence: Women in Love
- Thomas N. Scortia: The Prometheus Crisis (împreună cu Kateřina Hilská, soția sa)
- Peter Shaffer: Amadeus
- William Shakespeare: Hamlet, Cum vă place, Regele Lear, Macbeth, Zadarnicele chinuri ale dragostei, Othello, Visul unei nopți de vară, Sonete, A douăsprezecea noapte, Antoniu și Cleopatra, Furtuna, Cymbeline, Comedia erorilor, The Merchant of Venice, Mult zgomot pentru nimic, Pericle, Prinț al Tironului, Nevestele vesele din Windsor, Poveste de iarnă, Îmblânzirea scorpiei
- John Steinbeck: Cannery Row, Tortilla Flat
- John Millington Synge: The Playboy of the Western World

## Legături externe
- Pagină pe site-ul Universității Caroline cu informații de contact